# Saints Row: Gat out of Hell
Saints Row: Gat out of Hell – przygodowa gra akcji z otwartym światem stanowiąca samodzielny dodatek do gry Saints Row IV. Została wydana 22 stycznia 2015 roku przez Deep Silver, a wyprodukowana przez Volition.

## Fabuła
W przeciwieństwie do poprzednich części Saints Row, a nawet samego Saints Row IV, gracz nie wciela się w postać przywódcy gangu Świętych z Trzeciej Ulicy, a w rolę jego najbliższych współpracowników z poprzednich części: Johnny'ego Gata i Kinzie Kensington. Fabułę gry rozpoczyna scena, w której przywódca gangu Świętych, po pokonaniu głównego antagonisty Saints Row IV (przywódcy kosmicznego Imperium Zin, Zinyaka), świętuje wraz ze swoimi towarzyszami urodziny Kinzie Kensington. Podczas wspólnego zadawania pytań duchom za pomocy tablicy Ouija, okazuje się, że Szatan zdecydował wydać swoją córkę, Jezebel, za przywódcę gangu Świętych, którego z kolei porywa. Wtedy Johnny Gat oraz Kinzie Kensington przenoszą się do piekła (konkretnie do miasta New Hades) w celu uratowania Szefa.

## Odbiór
W Metacritic Saints Row: Gat out of Hell uzyskało opinie mieszane i średnie oraz wynik 64%. IGN oceniło grę na 7/10, a Eurogamer - 6/10. 